# Ophelia Lovibond
Ophelia Lucy Lovibond (* 19. Februar 1986 in London) ist eine britische Schauspielerin.

## Karriere
Ophelia Lovibond hatte eine Nebenrolle in der Filmbiografie John Lennons, Nowhere Boy (2009). Im Film London Boulevard (2010) spielte sie neben Colin Farrell, Keira Knightley, Ray Winstone und Eddie Marsan. In Freundschaft Plus (2011) trat sie neben Natalie Portman, Ashton Kutcher und Kevin Kline auf, in Mr. Poppers Pinguine (2011) neben Jim Carrey, Carla Gugino und Angela Lansbury.

## Filmografie (Auswahl)
- 2000: The Wilsons (Fernsehserie, 6 Episoden)
- 2003: Loving You (Fernsehfilm)
- 2003: Single (Fernsehserie, 6 Episoden)
- 2005: Casualty (Fernsehserie, Episode 19x31)
- 2005: Oliver Twist
- 2005: Nathan Barley (Fernsehserie, Episode 1x05)
- 2006: Kreuzzug in Jeans Crusade in Jeans
- 2006–2007: Holby City (Fernsehserie, 9 Episoden)
- 2007: Popcorn
- 2008: Messias – Die sieben Zeichen (Messiah V: The Rapture, Miniserie, 2 Episoden)
- 2008: Delta Forever (Fernsehserie, Episode 1x01)
- 2009: Bottle Sam (Kurzfilm)
- 2009: Lewis – Der Oxford Krimi (Lewis, Fernsehserie, Episode 3x03)
- 2009: FM (Fernsehserie, 6 Episoden)
- 2009: Shadows in the Sun
- 2009: Nowhere Boy
- 2010: Chatroom
- 2010: 4.3.2.1
- 2010: London Boulevard
- 2011: Freundschaft Plus (No Strings Attached)
- 2011: Mr. Poppers Pinguine (Mr. Popper’s Penguins)
- 2011: Turnout
- 2012: 8 Minutes Idle
- 2012: The Poison Tree (Zweiteiler)
- 2012: Titanic – Blood and Steel (Miniserie, 10 Episoden)
- 2013: A Single Shot – Tödlicher Fehler (A Single Shot)
- 2013: Thor – The Dark Kingdom (Thor: The Dark World)
- 2014: Guardians of the Galaxy
- 2014: Inside No. 9 (Fernsehserie, Episode 1x01)
- 2014: Mr. Sloane (Fernsehserie, 6 Episoden)
- 2014–2017: W1A (Fernsehserie, 14 Episoden)
- 2014–2015, 2017, 2019: Elementary (Fernsehserie, 15 Episoden)
- 2015: Es ist kompliziert..! (Man Up)
- 2016: Hooten & the Lady (Fernsehserie, 8 Episoden)
- 2016: The Autopsy of Jane Doe
- 2016: FlySpy (Kurzfilm)
- 2016: Tommy’s Honour
- 2016: Gozo
- 2019: Rocketman
- 2019: Whiskey Cavalier (Fernsehserie, 4 Episoden)
- 2020: Timmy Flop: Versagen auf ganzer Linie (Timmy Failure: Mistakes Were Made)
- 2020–2021: Trying (Fernsehserie, 13 Episoden)
- 2021: What If…? (Fernsehserie, Episode 1x02, Stimme)
- 2022–2023: Minx (Fernsehserie, Hauptrolle, 18 Episoden)
- 2022: This England (This Sceptred Isle, Fernsehserie, 6 Episoden)
- 2023: Partygate – The True Story (Partygate, Fernsehfilm)
- 2024: Here